# Der Club an der Alster
Der Club an der Alster – niemiecki klub sportowy z Hamburga. Istnieją tam sekcje hokeja na trawie i tenisa.

## Historia
Klub założono 28 listopada 1919 przez członków klubu żeglarskiego Alster-Piraten. Początkowo posiadał tylko sekcję hokeja na trawie. Od 1927 istnieje również sekcja tenisa. Klub jest właścicielem stadionu tenisowego Am Rothenbaum.

## Sukcesy
- Sekcja mężczyzn: 
  - Mistrzostwo Niemiec mężczyzn: 1999, 2001, 2003, 2004, 2007, 2008, 2011
  - Halowe mistrzostwo Niemiec mężczyzn: 2004, 2011, 2019
  - EuroHockey Club Champions Cup: 2000, 2002
  - EuroHockey Indoor Club Cup: 2005, 2012, 2020
- Sekcja kobiet: 
  - Mistrzostwo Niemiec kobiet: 2018, 2019
  - Halowe mistrzostwo Niemiec kobiet: 2006, 2008, 2009, 2018, 2020
  - EuroHockey Indoor Club Cup: 2007, 2009, 2010